# Klahanie
Klahanie az Amerikai Egyesült Államok északnyugati részén, Washington állam King megyéjében elhelyezkedő tervezett település, 2016. január 1-je óta Sammamish része. A 2010. évi népszámlálási adatok alapján 10 674 lakosa van.

## Története
A települést 1985-re alakították ki. A 3200, kisebb kerttel rendelkező lakótelkek mellett nagy közösségi tereket terveztek. Az utolsó épületek 1994-re készültek el.
Az 1990-es és 2000-es években a település miatt konfliktus alakult ki Issaquah és Sammamish között, ugyanis King megye elvárta, hogy Klahanie-t csatolják valamelyik városhoz. 2005 novemberében a lakosok az Issaquah-hoz csatolás mellett döntöttek, azonban a város adósságának rájuk eső részét nem vállalták át. 2006 júliusában Issaquah visszalépett, mivel 17 millió dollárt kellett volna útfejlesztésre költenie.
2014 februárjában újabb szavazást tartottak az Issaquah-hoz csatolásról; mivel a javaslat elbukott, júniusban kimondták, hogy Klahanie területe a továbbiakban Sammamish része. A 2015 áprilisi felmérés szerint a lakosok 87%-a támogatja a beolvadást, amelyre 2016. január 1-jével került sor.

### Elnevezése
A Klahanie nevet egy másik, az 1970-es években tervezett településhez használták volna; a chinook kifejezés jelentése „kint”.

## Oktatás
A helyi iskolák fenntartója az Issaquah-i Tankerület.

## Közlekedés
Klahanie közúton az Issaquah Pine Lake Roadon és az Issaquah–Fall City Roadon közelíthető meg.
A terület közösségi közlekedését a King County Metro biztosítja, amely kettő P+R parkolót is üzemeltet Klahanie-ben. A kiépített infrastruktúra ellenében az 1990-es években a buszok a települést az alacsony kihasználtság miatt nem érintették.

## Fordítás
- Ez a szócikk részben vagy egészben  a   Klahanie, Washington című angol Wikipédia-szócikk ezen változatának fordításán alapul.  Az eredeti cikk szerkesztőit annak laptörténete sorolja fel. Ez a jelzés csupán a megfogalmazás eredetét és a szerzői jogokat jelzi, nem szolgál a cikkben szereplő információk forrásmegjelöléseként.